# Saison 1 de Téhéran
Chronologie
Saison 2
Cet article présente les huit épisodes de la première saison de la série télévisée israélienne Téhéran.

## Synopsis
Tamar Rabinyan, une jeune femme juive née en Iran mais élevée en Israël, est une agent du Mossad et pirate informatique envoyée à Téhéran. Sa mission est de neutraliser un radar aérien de l'Iran, afin que des avions de combat israéliens puissent bombarder une centrale nucléaire et empêcher le pays d'obtenir la bombe atomique.

## Distribution

### Acteurs principaux
- Niv Sultan (VF : Victoria Grosbois) : Tamar Rabinyan
- Shaun Toub (VF : Omar Yami) : Faraz Kamali
- Navid Negahban : Masoud Tabrizi

### Acteurs récurrents et invités
- Shervin Alenabi : Milad Kahani
- Menashe Noy (VF : Bruno Kremer) : Meir Gorev
- Liraz Charhi (VF : Audrey Sourdive) : Yael Kadosh
- Arash Marandi : Ali
- Shila Omni : Naahid
- Esti Yerushaimi (VF : Karine Letellier) : Arezoo
- Moe Bar-El : Karim
- Vassilis Koukalani : Qasem Mohammadi
- Alex Naki (VF : Michel Mella) : Mordechai Rabinyan
- Reza Brojerdi : Farham Kasrai
- Ash Goldeh : Hassan

## Production

### Développement
La production a commencé le 28 octobre 2019.  
Certains des acteurs jouant des Iraniens sont en fait nés en Iran et parlent la langue comme langue maternelle. Niv Sultan, qui joue Tamar, a étudié le persan pendant quatre mois. En outre, elle a étudié le Krav Maga, qui est une méthode d'autodéfense israélien.  

### Tournage
La saison a entièrement été tournée à Athènes.

### Diffusions
La série fut initialement diffusée sur Kan 11 (Israël) du 20 juin 2020 au 27 juillet 2020.
La série fut par la suite diffusée du 25 septembre 2020 au 30 octobre 2020 sur Apple TV+ dans le monde.

## Liste des épisodes

### Épisode 1
- Israël : 22 juin 2020 sur Kan 11
- Monde : 25 septembre 2020 sur Apple TV+

### Épisode 2
- Israël : 22 juin 2020 sur Kan 11
- Monde : 25 septembre 2020 sur Apple TV+

### Épisode 3
- Israël : 29 juin 2020 sur Kan 11
- Monde : 25 septembre 2020 sur Apple TV+

### Épisode 4
- Israël : 29 juin 2020 sur Kan 11
- Monde : 2 octobre 2020 sur Apple TV+

### Épisode 5
- Israël : 6 juillet 2020 sur Kan 11
- Monde : 9 octobre 2020 sur Apple TV+

### Épisode 6
- Israël : 13 juillet 2020 sur Kan 11
- Monde : 16 octobre 2020 sur Apple TV+

### Épisode 7
- Israël : 20 juillet 2020 sur Kan 11
- Monde : 23 octobre 2020 sur Apple TV+

### Épisode 8
- Israël : 27 juillet 2020 sur Kan 11
- Monde : 30 octobre 2020 sur Apple TV+